# Sphairogullmia
Sphairogullmia es un género de foraminíferos bentónicos de la subfamilia Allogromiinae, de la familia Allogromiidae, del suborden Allogromiina y del orden Allogromiida. Su especie tipo es Sphairogullmia aurea. Su rango cronoestratigráfico abarca el Holoceno.

## Clasificación
Sphairogullmia incluye a la siguiente especie:
- Sphairogullmia aurea